# جذلية متسلقة ذهبية
جذلية متسلقة ذهبية أو نبتة البوثوس (الاسم العلمي: Epipremnum aureum) هي نبتة دائمة الخضرة من نوع كاسيات البذور تنتمي للفصيلة القلقاسية وتستوطن جزر بولينزيا الفرنسية وجزيرة موريا وهي نبات زينة منزلي شائع في المناطق المعتدلة، وقد أُدخلَت واستُزرعت عالمياً في الغابات الاستوائية، وشبه الاستوائية، من هذه المناطق: جنوب أستراليا وجنوب شرقي آسيا والهند وباكستان النيبال وبانغلاديش وهاواي في الهند الغربية أيضًا[2]، وقد تسبب إدخالها بأضرار بيئية بالغة في بعض الحالات.
وتعرف النبتة أيضاً بمسمى عشقة الشيطان (بالإنجليزية: Devil's ivy)‏، وذلك لصعوبة قتلها، ولأنها دائمة الخضرة حتى لو أبقيت في مكان معتم بعيداً عن ضوء الشمس. وأحياناً تُشبه بشجرة الحب خطئاً في متاجر النباتات. لم يرد نمو أي زهور في هذه النبتة منذ عام 1962م لا في المناطق البرية ولا في المدنية.
ويعد نبات البوثوس من أشهر نباتات الزينة المنزلية لقدرته على النمو بدون ضوء شمس، كما يمكن زراعته في الماء فالبوثوس يعد أيضاً من النباتات المائية. ولديه فعالية في الحفاظ على هواء المنزل نظيفاً وغنياً بالأوكسجين، حيث يقوم بتنقية الهواء من الفورمالديهايد وغيرهامن المركبات العضوية المتطايرة، وذلك طبقاً لما توصلت إليه منظمة بلانتس فور بيبول الدولية التي تقع في ألمانيا.[بحاجة لمصدر]

## التاريخ والتسمية
صُنّفَت هذه النبتة عدة أنواع مختلفة في الماضي؛ عندما صُنفت في عام 1880م سُميت بمسمى Pothos aureus، في عام 1962م لوحظ نمو زهرة فيها، وسُميت بمسمى جديد: Raphidophora aurea . ولكن بعض فحص مُعمق للزهرة، لاحظ الباحثون تشابهها الشديد بـ Epipremnum pinnatum، وصُنفت على ذلك. ولكن بعد ملاحظات إضافية لكل أجزاء النبات، بما في ذلك الأوراق وأنماط النمو فُصلت عن أنواع E. pinnatum، وأُعطيت تصنيف خاص E. aureum.

## الوصف
البوتس نبتة متسلقة دائمة الخضرة، تنمو ليصل طولها إلى 20 متر، ويبلغ قطر سيقانها إلى 4 سم، تتسلق بواسطة الجذور الهوائية التي تلتصق على الأسطح. وتتعاقب أوراقها ذات الشكل القلبي، وتتوزع على النباتات الصغيرة لتغطيها بأكملها، ولكن تتوزع بشكل غير منظم في النباتات الناضجة، ويمكن أن يصل طول الورقة 100سم وعرض 45 سم، للأوراق الناشئة حجم أصغر للغاية حيث غالباً ما يكون طولها تحت 20 سم. تنمو الزهور في كافور يصل طوله حتى 23سم. وتنتج هذه النبتة سيقان متتابعة عند تسلقها الأشجار، وتتخذ هذه السيقان جذوراً لها عند وصولها للأرض وتنمو عليه. والأوراق على هذه السيقان المتتابعة تنمو حتى طول 10 سم، وهي التي يمكن رؤيتها بشكل طبيعي في هذه النبتة عند زراعتها في أصص.

## متطلبات النبات
يحتاج البوتس للري بشكل متوسط ويحتاج إلى عمق متوسط في التربة ولكن يجب ريها بشكل منتظم، ويجب الا يعرض البوتس لضوء الشمس بشكل مباشر حيث يؤدى ذلك إلى احتراق اطراف الاوراق وظهور بقع سمراء اللون، وهو يتحمل الجو الجاف ولكنه ينمو بصورة أفضل في الجو عالى الرطوبة، ولذلك يفضل أن تُرَشّ الأوراق بالبخاخ في الصيف لتوفير الرطوبة المناسبة.
ويفضل زراعة البوتس في تربة البيتموس حيث ينمو بشكل أفضل في التربة الخفيفة

## أخطاء زراعية
يلاحظ في بعض الأحيان عندما تُوضع البوتس داخل المنزل:
1. توقّف النبتة عن النمو والتمدد.
2. تقلّص حجم أوراق النبتة.
3. ضمور في ساق النبتة.
4. ضعف عام وتغيّر مستمر بألوان الأوراق.

يعود ذلك كلّه نتيجة تعريض البوتس لظروف لا تشبه ظروف بيئته الطبيعية، فالبوتس بالأساس نبات ظلّي، أي أنه لا يحب الضوء كثيراً إلا في مستويات ما يسمى جرعة يومية من الضوء الخفيف، وأما تعريضه لضوء قريب كالأضواء الصناعية أو وضعه لساعات طويلة من النهار للضوء أو الشمس فذلك يؤدي إلى تراجع في معدّل النمو اليومي وتأخره، ويعمل على توقّف تمدد النبات، وإلى تقلّص حجم أوراقه وضمور الساق وتبدّل ألوانها بين فترة وفترة، وهي كلها علامات مرضية وفي حال ظهورها يجب البحث عن وضع أكثر راحة للنبتة من حيث تخفيف حدة الإضاءة وتقليل ساعات تعريضها للشمس المباشرة وترطيبها في الجو الحار ما أمكن وعدم تعريضها لتيارات هوائية سواءاً باردة أو حارة.

## إكثار النبات
إكثار نبات البوتس يكون عن طريق الشتل بالعقلة أو الترقيد، وأفضل الأوقات لعمل ذلك في فصل الصيف، ويمكن أن يُقص فرع من النبات ثم وضعه في كوب من الماء ويترك بضعة أيام حتى ينبت جذوره ثم يُنقل إلى التربة